# Iain Duncan Smith

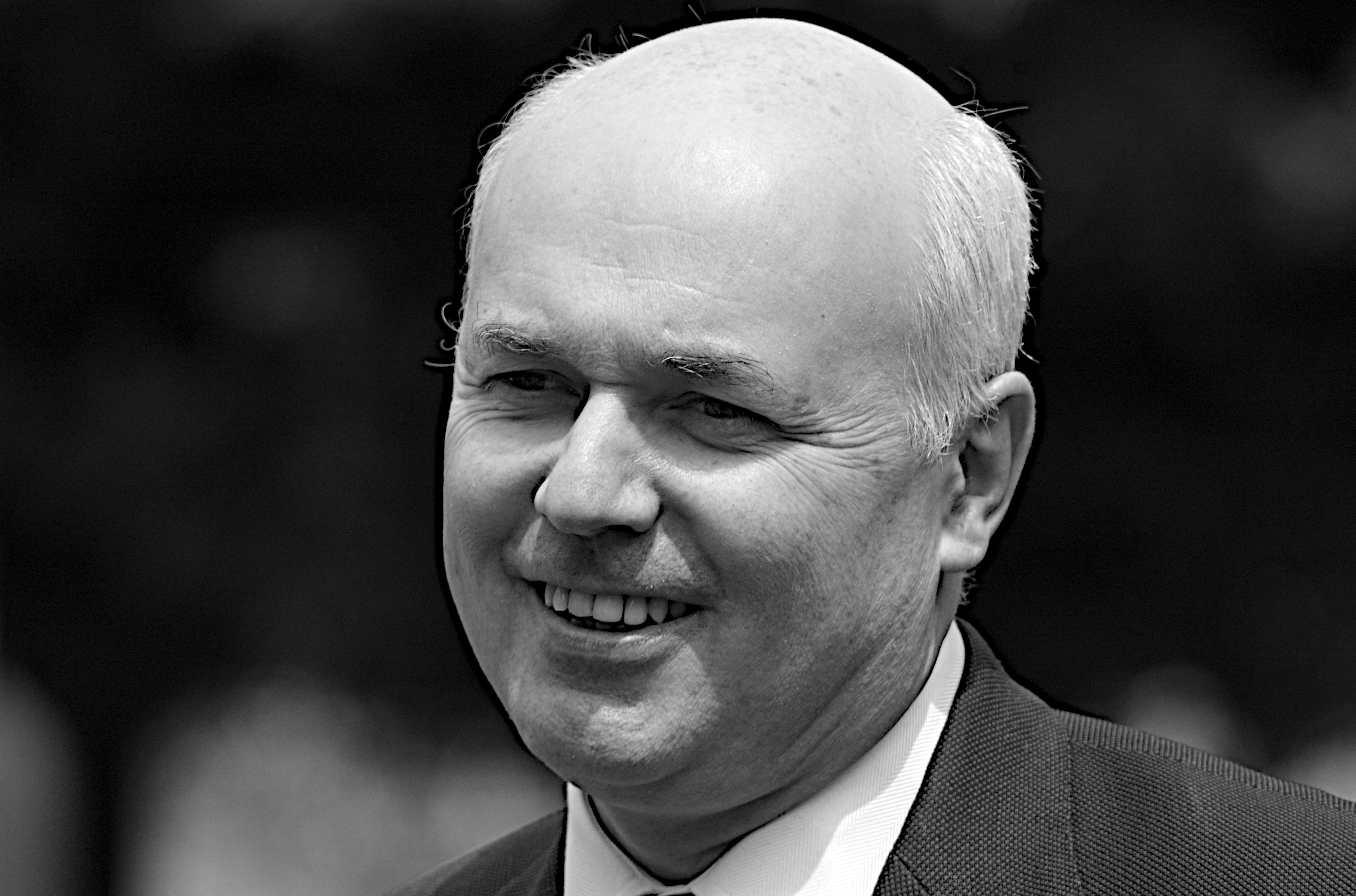
Iain Duncan Smith 2007.

George Iain Duncan Smith, född 9 april 1954 i Edinburgh, är en brittisk politiker, som var partiledare för Konservativa partiet 2001-2003. 
Duncan Smith blev 1992 parlamentsledamot för Londonförorten Chingford. Han profilerade sig som en av Torypartiets EU-kritiker. Under oppositionsåren 1997-2001 var han skuggminister, först för socialförsäkringar och sedan för försvarsfrågor. Efter partiets valförlust 2001 ställde han upp i partiledarvalet efter avgående William Hague och blev av parlamentsgruppen framröstad som en av två slutkandidater. I den påföljande medlemsomröstningen (detta var första gången som partiets medlemmar fick avgöra partiledarfrågan) besegrade Duncan Smith den EU-vänlige Kenneth Clarke med 61 procent mot 39. Duncan Smith fick dock inte partiets opinionssiffror att lyfta och efter två år på posten tvingades han bort av sin parlamentsgrupp.
Duncan Smith förblev parlamentsledamot och efter att de konservativa återkommit i regeringsställning 2010 blev han arbets- och pensionsminister i David Camerons regering. Han avgick hastigt i mars 2016, enligt egen utsago i protest mot finansminister George Osbornes planer på nedskärningar i bidragssystemen.